# Buchenbach
Ne doit pas être confondu avec Büchenbach ou Butgenbach.
Buchenbach est une commune de Bade-Wurtemberg (Allemagne), située dans l'arrondissement de Brisgau-Haute-Forêt-Noire, dans le district de Fribourg-en-Brisgau.
Le 1er décembre 1971, Buchenbach et Falkensteig avaient initialement fusionné pour former la nouvelle commune de Buchenbach, dans laquelle Wagensteig a été incorporée le 1er août 1973 et Unteribental le 1er janvier 1975. En outre, lors de l’incorporation de Burg à Kirchzarten en 1974, la partie du hameau de Himmelreich, qui appartenait auparavant à Burg, à l’est de la Höllentalbahn, a été incorporée à Buchenbach.

## Géographie
La municipalité est située dans le parc naturel de la Forêt-Noire méridionale à environ douze kilomètres (à vol d’oiseau) à l’est de Fribourg-en-Brisgau. Là, il s’étend à l’extrémité inférieure du Höllental qui est traversé par le Rotbach, dans la vallée du Wagensteigbach et dans l’Unteribental jusqu’au plateau de St Märgen. Un peu à l’ouest de Buchenbach, les deux ruisseaux de montagne s’unissent pour former le Dreisam, de sorte que Buchenbach se trouve au début supérieur du Dreisamtal.
Buchenbach est limitrophe avec les communes de (du nord dans le sens des aiguilles d’une montre) St Peter, St Märgen, Breitnau, Oberried, Kirchzarten et Stegen.

## Histoire

### Wiesneck
Wiesneck est la partie la plus ancienne de Buchenbach. Le château de Wiesneck,  mentionné pour la première fois dans un document en 1079, appartenait aux comtes de Haigerloch-Wiesneck. Autour du château, qui fut détruit en 1121 par les Zähringen et en 1646 par les Français lors de la guerre de Trente Ans, un petit village se développa, qui a été incorporé à Buchenbach en 1837.

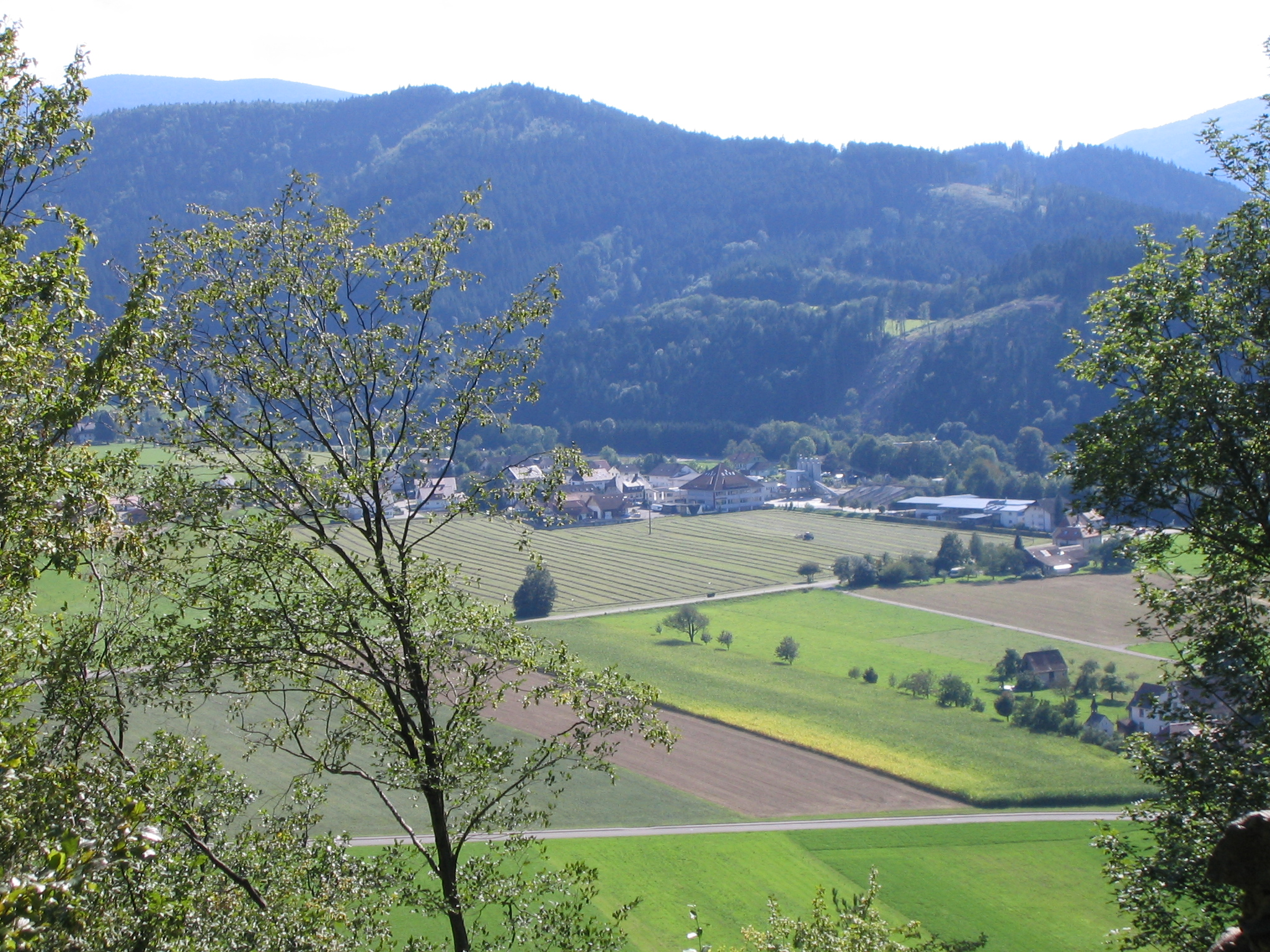
Vue des ruines du château de Wiesneck à Himmelreich

Le village de Buchenbach lui-même, mentionné pour la première fois en 1350, était un fief autrichien aux mains de diverses familles, les barons de Sickingen possédant la partie la plus importante du manoir depuis 1653. Le baron Wilhelm von Sickingen vendit le fief de Wiesneck à l’État de Bade. La division des différentes fermes d’Oberbuchenbach et d’Unterbuchenbach en différents propriétaires a entraîné de nombreuses difficultés et litiges qui, au XIXe siècle, après la dissolution de Wiesneck, ont conduit à la réorganisation de la zone municipale à plusieurs reprises[pas clair]. Aujourd’hui, la communauté avec ses districts incorporés appartient au Land de Bade-Wurtemberg.

## Lieux et monuments
- Chapelle Notre-Père, datant de 1967.
- Église paroissiale catholique de St. Blasius, à l’origine baroque, rénovée dans le style néo-gothique de 1899 à 1901.
- Le Hansmeyerhof, construit en 1620, est l’une des plus anciennes fermes de la Forêt-Noire de la vallée et est maintenant un musée de la culture rurale dans le sud de la Forêt-Noire.

## Personnalités liés à la commune
- Alfred Döblin a été traité par un médecin dans une clinique de Buchenbach en 1956.